# Galetes Trias

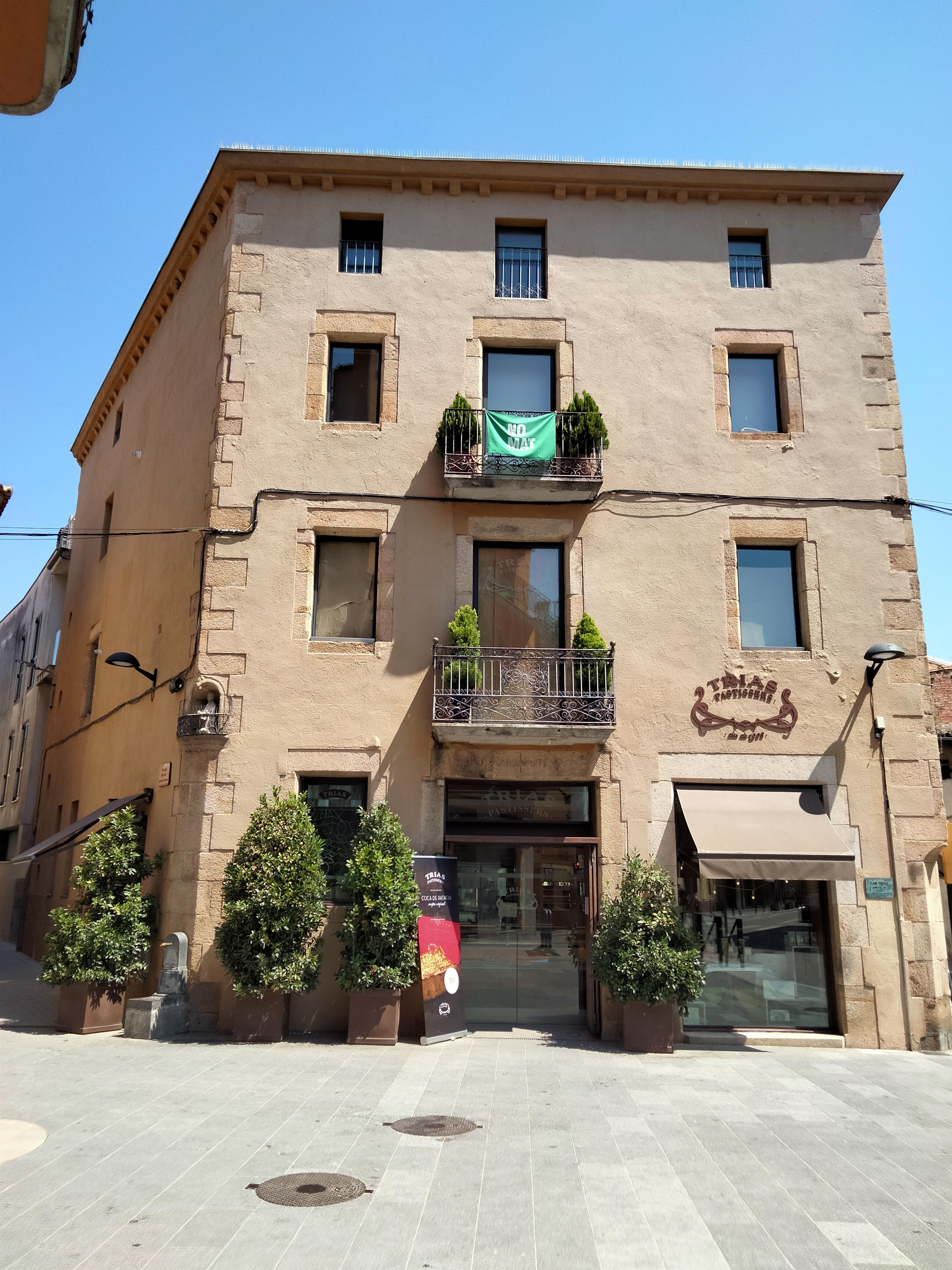
Edifici de la pastisseria, des del 1908 al carrer del Centre, 45

Galetes Trias és una empresa dedicada a la fabricació de galetes, fundada el 1908 i amb seu a Santa Coloma de Farners

## Cronologia de l'empresa
En 1908 Joaquim Trias i Vila fou el primer fundador de l'empresa. El dia 4 de juny s'instal·la a la casa del carrer del Centre, 45 de Santa Coloma de Farners i inicia l'elaboració i la venda d'articles de pastisseria i galetes, en competència amb el seu germà, que tenia una pastisseria al poble des de 1894, on es van crear les galetes teules.
1911 Una vegada registrada la marca (l'11 de juliol de 1910), Joaquim Trias comença a comercialitzar les galetes en capses de llauna.
1916 Trias edita el seu primer anunci pel programa del Congrés Agrícola i Forestal de Catalunya i Balears que va tenir lloc aquell any a Santa Coloma de Farners
1922 Trias comença a comercialitzar, per primera vegada, els seus productes amb caixa de cartró.
1944 El 4 de juny de 1944 es concedeix a Joaquim Trias i Vila la marca registrada "Els Vellets"
1950 Trias treu la primera llauna amb motiu de les Rajoles Catalanes
1960 Primeres capses de TEULES, Marca Registrada.
1979 Es posa en funcionament la nova fàbrica de galetes Trias, que comptava amb 4.000 m2 construïts. Actualment l'empresa encara radica al mateix emplaçament.
1980 Es llança al mercat per primera vegada la caixa Especial 8, una assortiment de les millors galetes de Trias.
El 1994 s'inaugura el Museu Trias de les Galetes en un espai de la fàbrica de galetes Trias, que rep el Premi Bonaplata com a reconeixement a la iniciativa de contribuir a la conservació del Patrimoni Industrial de Catalunya
2008 L'empresa Trias celebra 100 anys. El president de la Generalitat inaugura la renovació del Museu Trias de les galetes i es fa un dinar de celebració del Centenari amb treballadors, clients i proveïdors.